# Gnophos stemmataria
Gnophos stemmataria là một loài bướm đêm trong họ Geometridae.